# Up from Below
| Recensione   | Giudizio |
| ------------ | -------- |
| Allmusic     |          |
| The Guardian |          |

Up from Below è l'album di debutto del gruppo indie folk statunitense Edward Sharpe and the Magnetic Zeros, pubblicato il 14 luglio 2009.

## Tracce
Testi e musiche di Alex Ebert (accreditato come "Edward Sharpe"), tranne dove indicato.
1. 40 Day Dream – 3:54
2. Janglin – 3:50
3. Up from Below – 4:10 (Nico Aglietti,Tay Strathairn, Ebert)
4. Carries On – 4:31
5. Jade – 3:44 (Christian Letts, Ebert)
6. Home – 5:06 (Jade Castrinos, Ebert)
7. Desert Song – 4:30
8. Black Water – 3:51
9. Come in Please – 5:07 (Aglietti, Ebert)
10. Simplest Love – 2:53
11. Kisses Over Babylon – 5:16
12. Brother – 3:57 (Aglietti, Ebert)
13. Om Nashi Me – 6:16

## Classifiche
| Classifica (2009)       | Posizione massima |
| ----------------------- | ----------------- |
| Australian Albums Chart | 86                |
| Belgio (Fiandre)        | 175               |
| Belgio (Vallonia)       | 176               |
| Ireland Top 100         | 94                |
| UK Top 75               | 52                |